# Humanistische Lebenskunde
Humanistische Lebenskunde ist ein fakultativer Weltanschauungsunterricht in Verantwortung des Humanistischen Verbandes Deutschlands, der seit 1984 in (West-)Berliner Schulen und seit 2007 an Brandenburger Schulen angeboten wird. Er wird außerdem seit 2008 an der privaten Humanistischen Grundschule Fürth abgehalten.

## Inhalte und Ziele
Der Lebenskundeunterricht ist ein bekenntnisorientierter Weltanschauungsunterricht, der eine humanistische Lebensauffassung vertritt, mit der Menschen die alleinige Verantwortung für ihr Denken und Handeln begründen. Der Lebenskundeunterricht ist am weltlichen Humanismus, der Aufklärung und den modernen (Natur-)Wissenschaften orientiert. Die Schüler können im Unterricht des Humanistischen Verbandes lernen, dass es keinen vorgegebenen Sinn des Lebens gibt, dass Menschen ihrem Leben aber einen Sinn geben können. Die Wissenschaften sind dabei ein bedeutendes Hilfsmittel, um Probleme und Konflikte zu lösen.
Der Lebenskundeunterricht soll dazu anleiten, die Bedeutung moralischen Handelns zu verstehen und insbesondere dabei helfen, moralische Positionen für das eigene Leben zu entwickeln. Dazu gehört die Frage, wozu wissenschaftliche Erkenntnisse benutzt werden sollen, wie auch die Bearbeitung existenzieller Erfahrungen, wie Tod, Sterben, Krankheit, Trennung und Vereinigung. Der humanistische Lebenskundeunterricht soll Kindern und Jugendlichen helfen, sich derartigen Fragen zu stellen und sie in ihren Alltag zu integrieren – ohne den Rückgriff auf religiöse Vorstellungen. Der Lebenskundeunterricht versteht sich somit als eine Ergänzung des wissenschaftlichen Unterrichts der Schulen und bietet die Gelegenheit, nach Lebenssinn, universellen Werten wie den Menschenrechten und nach dem Rätsel des Lebens zu fragen.
Der humanistische Unterricht stellt die Würde des einzelnen Menschen ins Zentrum seiner Überlegungen. Er versucht, die Kraft zur Toleranz und zur Solidarität zu stärken, und möchte junge Menschen gleichwohl befähigen, gegen Dogmatismus und Fanatismus bewusst Widerstand zu leisten. Viele dieser Positionen werden heute auch vom Religionsunterricht vertreten. Der Humanismus sieht auch in den Religionen humanistische Wertvorstellungen formuliert – z. B. die Gerechtigkeitsforderung in der hebräischen Bibel. Humanisten versuchen deshalb, Religionen als Versuch der Menschen zu verstehen, ihre realen Konflikte zu bewältigen und haltbare gesellschaftliche Zusammenhänge zu begründen. Im Lebenskundeunterricht werden Religionen als von Menschen entwickelte Systeme analysiert, in ihrer Trost- und Hoffnungsstiftung begriffen und in ihrer kulturbildenden, ethischen Funktion dargestellt. Menschen, die ihr Leben nicht in Glaubensvorstellungen interpretieren wollen, sind nach Ansicht des Lebenskundeunterrichts ebenso in der Lage, moralische und ethische Positionen zu entwickeln. Die Bereitschaft zur Solidarität, auch und gerade mit den Schwächeren, ist möglich mit Einfühlungsvermögen (Empathie) und mittels kritischer Reflexion, die gerade die ethischen Konsequenzen menschlicher Entscheidungen berücksichtigt.

### Rahmenlehrplan
Grundlage des Lebenskundeunterrichts ist der „Rahmenlehrplan Lebenskunde“ in seiner 3. Auflage. Zusätzlich existieren eine Praxismappe mit Unterrichtseinheiten und die theoretische Zeitschrift „Theorie und Praxis der humanistischen Erziehung“, in der allgemeine pädagogische und weltanschauliche Fragen diskutiert werden. Lese- und Arbeitsbücher für Schüler liegen vor. Der Humanistische Verband Berlin Brandenburg KdöR bietet seit 1998 Studienangebote im Bereich Humanistische Lebenskunde an.
Seit 1999 gibt es ein staatlich anerkanntes Ergänzungsstudium am Ausbildungsinstitut Lebenskunde in Zusammenarbeit mit dem Fachbereich Erziehungswissenschaften der Technischen Universität Berlin. Der Humanistische Verband Berlin Brandenburg KdöR bietet seit 1998 Studienangebote im Bereich Humanistische Lebenskunde an. Seit 2023 gibt es einen berufsbegleitenden Master an der Humanistische Hochschule Berlin.

### Studium Humanistische Lebenskunde
Von 1998 bis 2017 begannen 344 Studenten ein Ergänzungsstudium Humanistische Lebenskunde am Ausbildungsinstitut für Humanistische Lebenskunde (Teil der Abteilung Bildung des Humanistischen Verbands Berlin Brandenburg KdöR), um eine Lehrbefähigung für das Fach Humanistische Lebenskunde zu erlangen.
Im Jahr 2017 wurde das Weiterbildungsstudium zur Lehrkraft für Humanistische Lebenskunde ins Leben gerufen. Dieses ermöglicht sowohl staatlichen Lehrkräften, wie auch Personen, die eine hauptamtliche Beschäftigung als Lehrkraft beim Humanistischen Verbands Berlin Brandenburg KdöR anstreben, eine Lehrbefähigung für das Fach Humanistische Lebenskunde zu erlangen. Bis zum Jahr 2021 nahmen 191 Studenten das Studium auf. Seit 2023 bietet die Humanistische Hochschule Berlin ein berufsbegleitendes Masterstudium für Humanistische Lebenskunde an. Das Studium ist berufsintegrierend organisiert und anwendungsorientiert. Der Praxispartner ist der Humanistischen Verbands Berlin Brandenburg KdöR als Träger des Unterrichts für Humanistische Lebenskunde.

## Verbreitung
Träger des Lebenskundeunterrichts ist der Humanistische Verband Deutschlands (HVD), eine Weltanschauungsgemeinschaft, die nach dem Grundgesetz (Artikel 140 in Verbindung mit Artikel 137 WRV) mit den Kirchen gleichbehandelt wird. In vier Bundesländern besitzen die Landesverbände den Status einer Körperschaft des öffentlichen Rechts. Der Verband plädiert für ein freiwilliges, pluralistisches Angebot der Religions- und Weltanschauungsgemeinschaften an Schulen.

### Bayern
Seit dem Schuljahr 2008/2009 wird Humanistische Lebenskunde an der Humanistischen Grundschule Fürth, einer staatlich genehmigten Schule in freier Trägerschaft der Humanistischen Vereinigung, unterrichtet. Lebenskunde ist in Bayern als ordentliches Lehrfach zugelassen und tritt an die Stelle des Religionsunterrichts.

### Berlin und Brandenburg
In Berlin und Brandenburg nahmen im Schuljahr 2017/2018 insgesamt 63.493 Schüler am Lebenskundeunterricht teil.

### Nordrhein-Westfalen
In Nordrhein-Westfalen lief ein Gerichtsverfahren am Oberverwaltungsgericht Münster, mit dem nach der Ablehnung eines Antrags auf Genehmigung durch das Schulministerium im Juli 2007 eine Zulassung des Schulfachs erreicht werden sollte, bis die Klage vom Verband aufgrund mangelnder Erfolgsaussichten 2014 zurückgezogen wurde.

## Geschichte der Lebenskunde
Der Begriff Lebenskunde ist älter als das Schulfach. Bereits in den achtziger Jahren des 19. Jahrhunderts hatte die Debatte darüber begonnen, ob der dogmatisch-konfessionell geprägte Religionsunterricht noch zeitgemäß sei und als Fach an die öffentlichen Schulen gehöre. Im Zusammenhang dieser Diskussion um eine Alternative zu dem Religionsunterricht entstand der Begriff Lebenskunde im Sinne einer nicht-religiösen ethisch-moralischen Unterweisung.

### Anfänge
Die Geschichte der Lebenskunde als Schulfach begann im Jahr 1920. Die weltliche Schulbewegung forderte einen kirchenfreien Unterricht und leitete so die Trennung von Schule und Kirche in Deutschland ein. Mit Beginn des neuen Schuljahres wurde auf Beschluss der Selbstverwaltungsgremien einiger Berliner Vorortgemeinden in den dortigen Schulen ein neues, freiwilliges Unterrichtsfach eingeführt. Dieses Fach hatte zunächst verschiedene Namen. Begriffe wie weltlicher Moralunterricht, Sittenlehre, Religionskunde und auch Lebenskunde wurden dafür verwendet. Als einheitliche Bezeichnung setzte sich der Begriff Lebenskunde im Verlauf des folgenden Jahres durch. Das Fach richtete sich an Kinder, die am Religionsunterricht nicht teilnehmen und hatte das Ziel, ethisch-moralische Grundsätze und religionsgeschichtliche Zusammenhänge zu vermitteln. Vor allem die drei Parteien der Arbeiterbewegung, SPD, USPD und KPD, setzten sich für den Lebenskundeunterricht ein. Dies war die Reaktion darauf, dass es nicht gelungen war, die alte Forderung der Arbeiterbewegung nach der Weltlichkeit des Schulwesens in der Weimarer Verfassung zu verankern.
Die laizistisch orientierten und die meisten der sozialistisch orientierten Schulpolitiker, auch viele Eltern und Lehrer, betrachteten die Einführung von Lebenskunde als eigenes Fach nur als Notlösung. Ihre eigentliche Vorstellung zielte darauf, dass die von ihnen angestrebte weltliche Einheitsschule einen Lebenskundeunterricht überflüssig machen würde, da in einer solchen Schule Lebenskunde dann allgemeines Unterrichtsprinzip wäre. Nachdem es an einigen Orten gelungen war, die Zusammenfassung der vom Religionsunterricht befreiten Kinder in eigenen Schulen zu erreichen, begann eine heftige Diskussion, ob an solchen Schulen Lebenskunde als Fach notwendig sei.
Das preußische Kultusministerium ermöglichte es, die am Religionsunterricht nicht teilnehmenden Kinder in eigenen Schulen, teilweise auch in Klassen, zusammenzufassen. Diese Einrichtungen hießen offiziell Sammelschulen und -klassen. Da es sich um eine neuartige Einrichtung handelte, wurde für deren Gestaltung größtmögliche Freiheit gewährt. Deshalb gewann der Lebenskundeunterricht, wie er schließlich als Schulfach benannt wurde, große Bedeutung für Lehrer und Schüler. Da die anderen Wege, an Inhalten und Methoden der Schule etwas zu verändern, verstellt waren, wurde der Lebenskundeunterricht zum Brennpunkt für reformpädagogische Ansätze. Gleiches galt für die Simultanschulen in Ländern wie Hessen, Sachsen und Thüringen, wo Lebenskunde mehr oder minder gleichberechtigt neben den jeweiligen konfessionellen Religionsunterricht trat.

### Verbot nach der NS-Machtergreifung
Diese Entwicklungen endeten mit der Machtergreifung der Nationalsozialisten. Schon im Februar 1933 wurde die Erteilung von Lebenskundeunterricht verboten, wenig später auch in den ehemals weltlichen Schulen wieder der Religionsunterricht eingeführt. Zudem wurden die weltlichen Schulen sukzessive im Verlauf eines Jahres aufgelöst.
Die in der Zeit des Nationalsozialismus gebrauchte Bezeichnung Lebenskunde (etwa im um 1940 verfassten Lehrbuch Lebenskunde für Mittelschulen) bezieht sich auf den lebenskundlichen (biologischen) Unterricht.

### Nach dem Zweiten Weltkrieg
Religionslehre ist das einzige Fach, das im Grundgesetz (Art. 7 Absatz 3) ausdrücklich als ordentliches Lehrfach genannt und daher für die Länder verbindlich ist. Art. 141 GG lässt Ausnahmen zu in Ländern, in denen am 1. Januar 1949 eine andere landesrechtliche Regelung galt. In Bremen und Berlin gibt es – basierend auf diesem GG-Artikel – keinen Religionsunterricht als Pflichtfach. In den ostdeutschen Ländern wäre die gleiche Ausnahme möglich; nur Brandenburg verzichtete auf die Einführung des konfessionellen Religionsunterrichts und bietet stattdessen ein für alle Schüler verbindliches Fach Lebensgestaltung-Ethik-Religionskunde (LER) an. Teilnehmer des (ebenfalls zugelassenen) Religionsunterrichts dürfen sich vom Fach LER abmelden.